# Liste von illustrierten Evangeliaren
Miniaturen Liste von Evangeliaren enthält illustrierte Evangeliar-Handschriften aus dem 6. bis 16. Jahrhundert.

## 6. und 7. Jahrhundert
| Abbildung | Bezeichnung                 | Entstehungszeit                   | Entstehungsort                                                         | Anmerkungen                                        | Signatur                                                  |
| --------- | --------------------------- | --------------------------------- | ---------------------------------------------------------------------- | -------------------------------------------------- | --------------------------------------------------------- |
|           | Codex Argenteus             | 500/510                           | Oberitalien                                                            | in gotischer Sprache, Text der Wulfila-Übertragung | Uppsala, Carolina Rediviva                                |
|           | Codex purpureus Rossanensis | Anfang 6. Jh.                     | Syrien                                                                 | griechisch                                         | Rossano, Diözesanmuseum                                   |
|           | Codex Sinopensis            | Anfang 6. Jh.                     | Konstantinopel                                                         | griechisch                                         | Paris, Bibliothèque nationale de France, Suppl. gr. 1286  |
|           | Augustinus-Evangeliar       | 6. Jh.                            | Italien                                                                | lateinisch                                         | Cambridge, Corpus Christi College, Lib MS 286             |
|           | Rabbula-Evangeliar          | 586                               | Zagba, Syrien                                                          | griechisch                                         | Florenz, Biblioteca Medicea Laurenziana, cod. Plut. I, 56 |
|           | Durham-Evangeliar (A.II.10) | um 650                            | Northumbria?                                                           |                                                    | Durham Cathedral Library, Manuscript A.II.10.             |
|           | Book of Durrow              | um 675                            | Kloster Durrow, Irland, Lindisfarne, Northumbria oder Iona, Schottland |                                                    | Dublin, Trinity College Library, MS A. 4. 15. (57)        |
|           | Book of Mulling             | zweite Hälfte des 7. Jahrhunderts |                                                                        | Taschenevangeliar                                  | Dublin, Trinity College Library, MS 60                    |
|           | Durham-Evangeliar (A.II.17) | Ende des 7. Jahrhunderts          | Rathmelsigi, Irland oder Lindisfarne                                   |                                                    | Durham Cathedral Library, MS A II 17                      |
|           | Echternach-Evangeliar       | um 690                            | Rathmelsigi oder Lindisfarne                                           | Gleicher Autor wie vom Durham-Evangeliar           | Paris, Bibliothèque Nationale, Lat. 9389                  |
|           | Codex Eyckensis             | 7./8. Jahrhundert                 |                                                                        |                                                    | Maaseik, Katharinenkirche                                 |

## 8. und 9. Jahrhundert
| Abbildung | Bezeichnung                             | Entstehungszeit                            | Entstehungsort                                                 | Anmerkungen | Signatur                                                                                            |
| --------- | --------------------------------------- | ------------------------------------------ | -------------------------------------------------------------- | --- | --------------------------------------------------------------------------------------------------- |
|           | Trierer Evangeliar (Ms 61)              | erste Hälfte des 8. Jahrhunderts           | wahrscheinlich Abtei Echternach, Luxemburg                     | | Trier, Dombibliothek, Ms 61/134                                                                     |
|           | Book of Dimma                           | 8. Jahrhundert                             | Kloster Roscrea                                                | | Dublin, Trinity College, MS.A.IV.23                                                                 |
|           | Codex von St. Gallen 51                 | 8. Jahrhundert                             |                                                                | | St. Gallen, Stiftsbibliothek, Cod. 51                                                               |
|           | Otho-Corpus-Evangeliar                  | 8. Jahrhundert                             |                                                                | | London, British Library, Ms. Cotton Otho C V; Cambridge, Corpus Christi College, Ms. 197B           |
|           | Evangeliar von Hereford                 | 8. Jahrhundert                             | Wales oder Südwestengland                                      | | Hereford, Hereford Cathedral Library, Ms. P. I. 2                                                   |
|           | Evangeliar von Lindisfarne              | 715/721                                    | Lindisfarne                                                    | | London, British Library, Cotton MS Nero D. iv                                                       |
|           | Evangeliar von Lichfield                | um 730                                     | wahrscheinlich Wales                                           | | Lichfield, Cathedral Library                                                                        |
|           | Codex Aureus von Stockholm              | Mitte des 8. Jahrhunderts                  | Schule von Canterbury                                          | | Stockholm, Kungliga Biblioteket, MS.A.135                                                           |
|           | Evangeliar von London                   | Ende des 8. Jahrhunderts                   |                                                                | | London, British Library, Add. MS. 40618                                                             |
|           | Barberini-Evangeliar                    | spätes 8. Jahrhundert                      |                                                                | | Rom, Vaticana, Barberini Lat. 570                                                                   |
|           | Book of Kells                           | um 800                                     | Kloster Iona                                                   | | Dublin, Trinity College Library, Ms. 58 (A.I.6)                                                     |
|           | Ada-Evangeliar                          | um 790, zweiter Teil Anfang 9. Jahrhundert | Aachen, Ada-Gruppe (Hofschule Karls des Großen)                | | Trier, Stadtbibliothek, Cod. 22                                                                     |
|           | Evangeliar aus Saint-Martin-des-Champs  | um 790                                     | Aachen, Ada-Gruppe (Hofschule Karls des Großen)                | | Paris, Bibliothèque de l’Arsenal, Ms. 599                                                           |
|           | Evangeliar von Saint-Riquier            | Ende des 8. Jahrhunderts                   | Aachen, Ada-Gruppe (Hofschule Karls des Großen)                | Purpurhandschrift | Abbeville, Bibliothèque municipale, Ms. 4                                                           |
|           | Wiener Krönungsevangeliar               | kurz vor 800                               | Aachen (?), Gruppe des Wiener Krönungsevangeliars              | auf ihm leisteten die deutschen Könige den Krönungseid, Teil der Reichsinsignien, mit silberner und goldener Tinte auf purpurgefärbten Pergament | Wien, Kunsthistorisches Museum, Schatzkammer Inv. XIII 18                                           |
|           | Livinus-Evangeliar                      | um 800                                     | Abtei Saint-Amand (?)                                          | | Gent, Sint-Baafskapittel, Ms. 13                                                                    |
|           | Essener Evangeliar                      | um 800                                     | Nordwestdeutschland, Belgien, Luxemburg oder Nordostfrankreich | insulare (irische) Einflüsse | Essen, Domschatzkammer, Hs. 1                                                                       |
|           | Codex Millenarius maior                 | um 800                                     | Kloster Mondsee                                                | | Kremsmünster, Stiftsbibliothek, Cim. 3                                                              |
|           | Hiltfred-Evangeliar                     | 801/825                                    | Frankreich                                                     | | Köln, Erzbischöfliche Diözesan- und Dombibliothek, Dom Hs. 13                                       |
|           | Schatzkammer-Evangeliar                 | Anfang des 9. Jahrhunderts                 | Aachen (?), Gruppe des Wiener Krönungsevangeliars              | | Aachen, Domschatzkammer, Inv.-Nr. 4                                                                 |
|           | Xantener Evangeliar                     | Anfang des 9. Jahrhunderts                 | Aachen (?), Gruppe des Wiener Krönungsevangeliars              | | Brüssel, Bibliothèque Royale, Ms. 18732                                                             |
|           | Aachener Evangeliar                     | Anfang des 9. Jahrhunderts                 | Aachen (?), Gruppe des Wiener Krönungsevangeliars              | | Brescia, Biblioteca Queriniana, Ms. E. II.9                                                         |
|           | Book of Cerne                           | 9. Jahrhundert                             |                                                                | Evangeliar | Cambridge University Library, MS L1. 1. 10                                                          |
|           | Lorscher Evangeliar                     | um 810                                     | Aachen, Ada-Gruppe (Hofschule Karls des Großen)                | | Bukarest, Rumänische Nationalbibliothek; Vatikanstadt, Biblioteca Apostolica Vaticana, Pal. lat. 50 |
|           | Harley-Evangeliar                       | um 800                                     | Aachen, Ada-Gruppe (Hofschule Karls des Großen)                | | London, British Library, Harley Ms. 2788                                                            |
|           | Ebo-Evangeliar                          | zwischen 816 und 835                       | Reims                                                          | | Épernay, Bibliothèque Municipale, Ms. 1                                                             |
|           | Evangeliar von Fleury                   | zwischen 825 und 850                       | Fleury                                                         | | Bern, Burgerbibliothek, Codex 348                                                                   |
|           | Evangeliar aus Saint Médard in Soissons | vor 827                                    | Aachen, Ada-Gruppe (Hofschule Karls des Großen)                | | Paris, Bibliothèque nationale, Ms. lat. 8850                                                        |
|           | Fuldaer Evangeliar                      | um 840                                     | Fulda                                                          | | Würzburg, Universitätsbibliothek, Mp. theol. fol. 66                                                |
|           | Lothar-Evangeliar                       | zwischen 849 und 851                       | Tours                                                          | | Paris, Bibliothèque nationale, Ms. lat. 266                                                         |
|           | Evangeliar aus Kleve                    | vor 852                                    | Aachen, Hofschule Kaiser Lothars                               | Auftraggeber Kaiser Lothar | Berlin, Staatsbibliothek, Ms. theol. Lat. folio 260                                                 |
|           | Evangeliar Franz’ II.                   | zweite Hälfte des 9. Jahrhunderts          | Abtei Saint-Amand                                              | | Paris, Bibliothèque nationale, Ms. lat. 257                                                         |
|           | Evangeliar von Arras                    | zweite Hälfte des 9. Jahrhunderts          | Abtei Saint-Amand                                              | | Arras, Bibliothèque Municipale                                                                      |
|           | Gumbertus-Evangeliar                    | um 850/875                                 | Nordostfrankreich                                              | Goldschmiedearbeit aus dem 12. Jahrhundert | Erlangen, Universitätsbibliothek, Ms. 10/1-2                                                        |
|           | Lindauer Evangeliar                     | um 880/900                                 | St. Gallen                                                     | Prachteinband, Goldschmiedearbeit | New York, Morgan Pierpont Library, Ms. M 1                                                          |
|           | Prager Evangeliar                       | spätes 9. Jahrhundert                      | Abtei Saint-Vaast                                              | | Prag, Kapitulni Knihovna, Cim. 2                                                                    |
|           | Evangeliar von Adischi                  | 897                                        | Kloster Schatberdi                                             | ältestes georgisches Evangeliar | Swanetien, Historisch-ethnographisches Museum                                                       |

## 10. und 11. Jahrhundert
| Abbildung | Bezeichnung                                                 | Entstehungszeit                                            | Entstehungsort                                                                                                | Anmerkungen | Signatur                                                         |
| --------- | ----------------------------------------------------------- | ---------------------------------------------------------- | --- | --- | ---------------------------------------------------------------- |
|           | Book of Deer                                                | 10. Jahrhundert                                            | wahrscheinlich Schottland                                                                                     | mit Texten in altirischer und schottisch-gälischer Sprache aus dem 12. Jahrhundert | Cambridge University Library, MS. II.6.32                        |
|           | Gero-Codex                                                  | um 969                                                     | Reichenauer Malschule                                                                                         | | Darmstadt, Universitäts- und Landesbibliothek, Hs. 1948          |
|           | Gießener Evangeliar                                         | vor 1000                                                   | Köln | Malerische Gruppe der Kölner Buchmalerei | Universitätsbibliothek Gießen                                    |
|           | Codex Wittekindeus                                          | um 970/980                                                 | Fulda | | Berlin, Staatsbibliothek, Ms. theol. lat. fol. 1                 |
|           | Manchester-Evangeliar                                       | 996–1002                                                   | Trier? | | Manchester, John Rylands University Library, Cod. 98             |
|           | Strahov-Evangeliar                                          | um 960                                                     | Tours | | Prag, Kloster Strahov, Ms. DF III 3                              |
|           | Evangeliar der Sainte Chapelle                              | um 980 / 983                                               | Touronische Schule, Trier?                                                                                    | | Paris, Bibliothèque nationale de France, Lat. 8851               |
|           | Evangeliar von Modena oder Minuskel 585                     | spätes 10. Jahrhundert                                     | Byzantinisches Reich?                                                                                         | byzantinischer Texttyp | Modena, Biblioteca Estense, Ms. Gr. 1                            |
|           | Etschmiadsin-Evangeliar                                     | 989                                                        | Kloster Bgheno-Norawank, Armenien                                                                             | bedeutendstes armenisches Evangeliar mit Elfenbein-Buchdeckel aus dem 6. Jahrhundert und Miniaturen von um 600 | Jerewan, Matenadaran                                             |
|           | Codex Zographensis                                          | Ende des 10. Jahrhunderts oder Anfang des 11. Jahrhunderts | Kloster Zographou (Jahr 1342: Ktitor Zar Iwan Alexander von Bulgarien), Autonome Mönchsrepublik Heiliger Berg | in altbulgarischer Sprache aus dem 10-11. Jahrhundert, drei Texte in glagolitischer Schrift und ein Text in kyrillischer Schrift                                                                                      | Sankt Petersburg, Russische Nationalbibliothek                   |
|           | Liuthar-Evangeliar oder Evangeliar Ottos III.               | um 996                                                     | Reichenau | Auftraggeber Kaiser Liuthar oder Otto III. | Aachen, Domschatzkammer, Inv.-Nr. 25                             |
|           | Evangeliar aus dem Bamberger Dom                            | um 1000/1020                                               | Reichenau | | München, Bayerische Staatsbibliothek, Clm 4454                   |
|           | Evangeliar Ottos III. (München) oder Heinrichs II.          | vor 1010                                                   | Reichenau | Auftraggeber Kaiser Otto III. oder Heinrich II. | München, Bayerische Staatsbibliothek, Clm 4453                   |
|           | Evangeliar in Den Haag                                      | vor 1011                                                   | Mainz | | Den Haag, Koninklijke Bibliotheek, Cod. 135 F 10                 |
|           | Hillinus-Codex                                              | 1010/1020                                                  | Reichenauer Schule, vielleicht Kloster Seeon                                                                  | Auftraggeber Domherr Hillinus von Köln | Köln, Diözesan- und Dombibliothek, Codex 12                      |
|           | Guntbaldevangeliar                                          | 1011                                                       | Hildesheim | Auftraggeber Bischof Bernward von Hildesheim | Hildesheim, Dommuseum, Hs. 33                                    |
|           | Kostbares Bernwardevangeliar                                | um 1015 / um 1194                                          | Hildesheim | Auftraggeber Bischof Bernward von Hildesheim | Hildesheim, Dommuseum, Hs. 18                                    |
|           | Grimbald-Evangeliar                                         | frühes 11. Jahrhundert                                     | Schule von Winchester, England                                                                                | | London, British Library, Ms. 34890                               |
|           | Egerton-Evangeliar oder Minuskel 700                        | 11. Jahrhundert                                            | Konstantinopel?                                                                                               | in griechischer Sprache | London, British Library, Egerton Ms 2610                         |
|           | Evangeliar von Martwili                                     | 11. Jahrhundert                                            | Kloster Martwili                                                                                              | in georgischer Sprache | Tbilissi, Georgisches Nationales Handschriftenzentrum, S-391     |
|           | Hitda-Evangeliar                                            | um 1020                                                    | Köln | | Darmstadt, Hessische Universitäts- und Landesbibliothek, Hs 1640 |
|           | Gundold-Evangeliar                                          | um 1026/1050                                               | Köln | Auftraggeber Gundold | Stuttgart, Württembergische Landesbibliothek, Cod. Bibl. 4° 2    |
|           | Hidda-Codex                                                 | um 1030/1040                                               | Kölner Malerschule                                                                                            | Sprache: Latein und Deutsch. Das Evangeliar kann in der Schatzkammer in der Kirche St. Margareta durch Computertechnik vollständig gelesen, bzw gesehen werden. Das Original ist in dem Glaskasten daneben zu finden. | Düsseldorf-Gerresheim, Schatzkammer der Kirche St. Margareta     |
|           | Codex aureus Epternacensis                                  | um 1030–1050                                               | Reichsabtei Echternach                                                                                        | | Nürnberg, Germanisches Nationalmuseum, Hs. 156 142               |
|           | Richeza-Evangeliar                                          | um 1040                                                    | wahrscheinlich Maasland                                                                                       | Auftraggeberin wahrscheinlich Königin Richeza von Polen | Darmstadt, Universitäts- und Landesbibliothek, Ms. 544           |
|           | Speyerer Evangeliar                                         | um 1043–1046                                               | Echternach | Auftraggeber Heinrich III. für den Dom zu Speyer | Madrid, Escorial, Cod. Vitr. 17                                  |
|           | Theophanu-Evangeliar                                        | zwischen 1039 und 1059                                     | vielleicht Essen                                                                                              | für das Stift Essen von Äbtissin Theophanu gestiftet | Essen, Domschatzkammer, Hs. 3                                    |
|           | Codex Caesareus Upsaliensis                                 | 1050–1056                                                  | Echternach | Auftraggeber Kaiser Heinrich III. | Uppsala, Carolina Rediviva, Cod. C 93                            |
|           | Mughni-Evangeliar                                           | kurz nach 1050                                             | nordwestliches Armenien                                                                                       | in armenischer Sprache | Jerewan, Matenadaran, MS 3677                                    |
|           | Ostromir-Evangeliar                                         | 1056/57                                                    | Nowgorod oder Umgebung                                                                                        | in kirchenslawischer Sprache, älteste ostslawische Pergamenthandschrift | St. Petersburg, Russische Nationalbibliothek                     |
|           | Suanhild-Evangeliar                                         | 1058/1085                                                  | vielleicht Essen?                                                                                             | für das Stift Essen von Äbtissin Suanhild gestiftet | Manchester, John Rylands Library, Ms. Latina 110                 |
|           | Jüngeres Evangeliar aus St. Georg (Lyskirchener Evangeliar) | 1067                                                       | Köln | Überwiegend in Latein, einige Eidesformeln in Deutsch; Evangelientexte aus dem 11. Jahrhundert; Miniaturen (Bilder) aus 12. Jahrhundert; Ergänzungen aus nachfolgender Zeit.                                          | Schatzkammer in St. in St. Georg in Köln                         |

## 12. bis 16. Jahrhundert
| Abbildung | Bezeichnung                                     | Entstehungszeit                    | Entstehungsort                             | Anmerkungen | Signatur |
| --------- | ----------------------------------------------- | ---------------------------------- | ------------------------------------------ | --- | --- |
|           | Galizisches Evangeliar                          | 1144                               | Fürstentum Galizien                        | in kirchenslawischer Sprache                                                                                            | Moskau, Staatliches Historisches Museum                                                                                |
|           | Evangeliar Heinrichs des Löwen                  | um 1170/1180                       | Kloster Helmarshausen                      | Auftraggeber Herzog Heinrich der Löwe                                                                                   | Wolfenbüttel, Herzog August Bibliothek, Cod. Guelf. 105 Noviss. fol.; München, Bayerische Staatsbibliothek, Clm. 30055 |
|           | Miroslav-Evangeliar                             | um 1186                            | wahrscheinlich Kotor, Serbien              | in kirchenslawischer Sprache                                                                                            | Belgrad, Serbische Nationalbibliothek                                                                                  |
|           | Evangeliar von Gelati                           | 12. Jahrhundert                    |                                            | georgisch | Tbilissi, Georgisches Nationales Handschriftenzentrum, MS Q 908                                                        |
|           | Evangeliar von Wani                             | um 1190/1210                       | Konstantinopel, Kloster Romana (georgisch) | Auftraggeberin Königin Tamar                                                                                            | Tbilissi, Georgisches Nationales Handschriftenzentrum, MS A 1335                                                       |
|           | Evangeliar von Wardsia                          | 12. oder 13. Jahrhundert           |                                            | in georgischer Sprache, gehörte wahrscheinlich Königin Tamar                                                            | Tbilissi, Georgisches Nationales Handschriftenzentrum, Q-899                                                           |
|           | Evangeliar von Skevra oder Lemberger Evangeliar | 1198/99                            | Kloster Skevra, Armenien                   | armenisch | Warschau, Biblioteka Narodowa                                                                                          |
|           | Evangeliar von St. Martin                       | 1200/30                            | Köln oder Rheinland                        | Erwähnung verschiedener typisch kölnischer Heiliger                                                                     | Brüssel, Bibliothèque royale de Belgique, Hs. 9222                                                                     |
|           | Goslarer Evangeliar                             | um 1240                            | Goslar oder Umgebung?                      | | Goslar, Stadtarchiv, B 4387                                                                                            |
|           | Codex Aureus von Mainz                          | um 1250                            |                                            | kostbare Ausstattung | Aschaffenburg, Hofbibliothek                                                                                           |
|           | Evangeliar von Konstantinopel                   | zweite Hälfte des 13. Jahrhunderts | Konstantinopel                             | in griechischer und lateinischer Sprache, während der lateinischen Herrschaft in Konstantinopel                         | Paris, Bibliothèque nationale, Gr. 54                                                                                  |
|           | Evangeliar von Mstisch                          | 13./14. Jahrhundert                | bei Minsk?, Großfürstentum Litauen         | in kirchenslawischer Sprache                                                                                            | Vilnius, Akademie der Wissenschaften                                                                                   |
|           | Tetraevangeliar von Zar Iwan Alexander          | 1355/56                            | Hofschule von Tarnowo, Bulgarien           | in kirchenslawischer (mittelbulgarischer) Sprache, Auftraggeber Zar Iwan Alexander von Bulgarien                        | London, British Library, MS 39627                                                                                      |
|           | Chitrowo-Evangeliar                             | spätes 14. Jahrhundert             | bei Moskau?                                | in kirchenslawischer Sprache, mit einer Miniatur aus der Schule von Andrej Rubljow                                      | Moskau, Russische Staatsbibliothek                                                                                     |
|           | Radoslav-Evangeliar                             | 1429                               | Serbien                                    | in kirchenslawischer Sprache                                                                                            | St. Petersburg, Russische Nationalbibliothek                                                                           |
|           | Evangeliar von Scharaschowa                     | 15./16. Jahrhundert                | bei Minsk?, Großfürstentum Litauen         | in kirchenslawischer Sprache                                                                                            | Minsk, Kunstmuseum |
|           | Evangeliar von Peressopnyzja                    | 1556–1561                          | Kloster Peressopnyzja, Ukraine             | eine der frühesten ruthenischen Handschriften, Amtseid der Präsidenten der Ukraine wird auf dieses Evangeliar geleistet | Kiew, Nationalbibliothek                                                                                               |